# 广东省北江监狱
广东省北江监狱，位于广东省韶关市浈江区十里亭镇北郊黄岗，隶属广东省监狱管理局。

## 历史
广东省北江监狱位于韶关市北郊黄岗，创建于1951年。历经劳动改造管教队、劳改支队、监狱三个时期，已从位于荒山野岭的劳改农场发展为依托韶关城镇的大型监狱，被广东省司法厅授予“省级现代化文明监狱”。该监狱设有黄岗、山蕉、石场三个关押点，该监狱下设有17个科室、3个内定机构、15个监区。

## 医疗及服务设施
该监狱设有广东省北江监狱医院。

## 越獄
2014年11月1日，该监狱发生一起罪犯强行脱逃事件，罪犯李孟军（男，汉族，1986年生，湖南省新宁县人，犯抢劫罪，原判处死缓，余刑为19年9个月）和另一名重刑犯一起越狱，两人在攀爬高墙时被电网击中，李孟军被电网弹出监狱外后逃跑，另一名罪犯被电网击落在监狱内。事发后，广东省公安厅、广东省司法厅、广东省监狱管理局、广东省武警总队启动应急预案，成立“11.1“追逃工作联合指挥部，并发布悬赏通缉令。11月2日下午，李孟军在该监狱附近落网。该监狱的监狱长、分管副监狱长随即被免职。同时，北江监狱设施陈旧的问题也凸显出来。

## 历任监狱长
- 刘宝松
- 鍾裕廣

## 著名囚犯
- 王炳章